# غابور بينديك
غابور بينديك (بالمجرية: Benedek Gábor)‏ هو رياضي خماسي مجري، ولد في 23 مارس 1927 في Tiszafüred ‏ في المجر.

## وصلات خارجية
- غابور بينديك على موقع اللجنة الأولمبية الدولية (الإنجليزية)
- غابور بينديك على موقع أوليمبيديا (الإنجليزية)
- غابور بينديك على موقع اللجنة الأولمبية المجرية (الهنغارية)